# 救助儿童会
救助儿童会（Save the Children Fund，一般简称Save the Children）是1919年在英国成立的一个组织，现在120多个国家运营，目的是推进儿童教育、医疗等福利，也负责在发生灾难性事件时提供紧急援助。它是联合国经济及社会理事会顧問。

## 历史
1919年4月15日，它由艾婕蘭泰·賈伯和多萝西·巴克斯顿发起于伦敦，最初的目标是解决一战结束后奥匈帝国的儿童饥饿问题。同年5月，它在皇家阿尔伯特音乐厅首次公开举行会议。它迅速获得了公众的支持，1919年12月，教皇本笃十五世公开宣布对它的支持，并在诸圣婴孩殉道庆日发起募捐。